# مطار كورلا ليتشنغ
مطار كورلا (بالصينية: 库尔勒梨城机场)(إياتا: KRL، إيكاو: ZWKL) يقع في مدينة كورلا في جمهورية الصين الشعبية. صنف مطار كورلا في المرتبة السابعة والسبعون في الصين من حيث عدد الركاب عام 2011 وفقًا لإدارة الطيران المدني في الصين، حيث تعامل مع 415,277 راكب، وبلغ إجمالي حركة الطائرات (القادمة والمغادرة) 6,160 طائرة وقد بلغت كمية البضائع المنقولة عبر المطار 2,116 طن.

## شركات الطيران والوجهات
| شركـات طيـران          | الوجهات |
| ---------------------- | --- |
| Air Chang'an           | مطار كاشغر الدولي، مطار شيان شيانيانغ الدولي |
| طيران الصين            | مطار بكين العاصمة الدولي، مطار بكين داشينغ الدولي، مطار تشنغدو تيانفو الدولي، مطار هانغتشو شياوشان الدولي، مطار لانتشو تشونغ تشوان، مطار ووهان تيانهي الدولي |
| خطوط شرق الصين الجوية  | مطار هوهوت بايتا الدولي، مطار شيان شيانيانغ الدولي |
| طيران الصين اكسبرس     | مطار أقسو هونغكيبو، مطار آلتاي شويدو، مطار بولي ألاشهانكو، مطار تشنغدو تيانفو الدولي، مطار تشونغتشينغ جيانغبى الدولي، مطار دونهوانغ موغاو الدولي، مطار فويون كوكتوكاي، مطار هامي، مطار خوتان كونغانغ، مطار كاراماي جوهاي، مطار كاشغر الدولي، مطار لانتشو تشونغ تشوان، Qiemo، مطار روغيانغ لولان، مطار شياجي، مطار شيهيزي هوايوان، مطار تاشيهينغ قيانتشوان، مطار تايتشو وقياو، مطار تومتشوك تانغوانغتشنغ، مطار توربان جياهوي، مطار شيان شيانيانغ الدولي، مطار شينينغ الدولي، مطار ينينغ، مطار ييوو، Yutian |
| خطوط جنوب الصين الجوية | مطار بكين داشينغ الدولي، مطار تشنغدو شوانغليو الدولي، مطار تشونغتشينغ جيانغبى الدولي، مطار كاشغر الدولي، Qiemo، مطار أورومتشي ديوبو الدولي، مطار شيان شيانيانغ الدولي، مطار ينينغ، مطار تشنغتشو الدولي |
| Chongqing Airlines     | مطار تشونغتشينغ جيانغبى الدولي، مطار ينينغ |
| Hebei Airlines         | مطار شيجياتشوانغ تشنغدينغ الدولي، مطار شيان شيانيانغ الدولي |
| Jiangxi Air            | مطار تشنغتشو الدولي |
| طيران لونج             | مطار قوانغتشو باييون الدولي، مطار لانتشو تشونغ تشوان، مطار ونزهو يونجقيانج الدولي، مطار شينينغ الدولي، مطار تشنغتشو الدولي |
| Qingdao Airlines       | مطار أقسو هونغكيبو، مطار لانتشو تشونغ تشوان، مطار نانجينغ الدولي |
| خطوط شاندونغ الجوية    | مطار غينغادو جياودونغ الدولي، مطار تشنغتشو الدولي |
| خطوط سيتشوان الجوية    | مطار تشنغدو تيانفو الدولي |
| خطوط تيانجين الجوية    | مطار شيان شيانيانغ الدولي |
| West Air ‏              | مطار تشونغتشينغ جيانغبى الدولي، مطار تشنغتشو الدولي |